# 2013年8月奎达爆炸事件
于2013年8月8日，在巴基斯坦第六大城市奎达发生了一起针对一个警察的葬礼的爆炸袭击。此次奎达爆炸事件共造成31人死亡，超过50人受伤，其中大多数是警察。目前没有组织宣布对此案件负责，但是很多迹象都把肇事者指向了恐怖组织塔利班。当地地位最高的警官之一、副检察长法亚兹·苏姆巴尔被当场炸死。自杀式炸弹袭击者穿了一件有夹有轴承钢珠和弹片的夹克。